# Jimmy Ponder
Jimmy Ponder (nació el 10 de mayo de 1946 - murió el 16 de septiembre de 2013 en Pittsburgh, Pennsylvania) fue un guitarrista de jazz estadounidense.
Ponder comenzó a tocar la guitarra a los 14 años, y fue fuertemente influenciado por Wes Montgomery y Kenny Burrell. Comenzó a tocar con Charles Earland a los 17, y en los años siguientes tocó junto a Lou Donaldson, Houston Person, Donald Byrd, Stanley Turrentine, y Jimmy McGriff. Se trasladó a Filadelfia y más tarde Nueva York en la década de 1970, y grabó extensivamente como un líder para un número de discografías de jazz. Desde finales de 1980, Jimmy vuelve con frecuencia a su ciudad natal para presentarse con su popular trío junto a dos de los otros grandes del jazz de Pittsburgh, Roger Humphries y Gene Ludwig. Sus lanzamientos de mayor éxito comercial eran su set All Things Beautiful de 1978 por Muse Records (Álbum de Jazz #38 de los Billboard en EE. UU.) y 2000's Ain't Misbehavin', por HighNote (EE. UU. Jazz #16)., y "Somebody's Child" (High Note) (JazzWeek #3, June, 2007)《ref》[jazz_20070611..pdf]

## Discografía

### Como líder
- Soul Crib (Choice Records, 1969) con Charles Earland.
- While My Guitar Gently Weeps (Cadet Records, 1973).
- Illusions (Impulse! Records, 1976)
- White Room (Impulse, 1978)
- All Things Beautiful (LRC, 1978).
- So Many Stars (Milestone Records, 1983).
- Mean Streets:No Bridges (Muse Records, 1987).
- Jump (Muse, 1988)
- Come On Down (Muse, 1990)
- Soul Eyes (Muse, 1991)
- To Reach a Dream (Muse, 1991)
- Something to Ponder (Muse, 1994)
- James Street (HighNote Records, 1997).
- Steel City Soul (32 Jazz, 1998).
- Guitar Christmas (HighNote, 1998).
- Ain't Misbehavin' (HighNote, 2000).
- Thumbs Up (HighNote, 2001)
- Alone (HighNote, 2003)
- What's New (HighNote, 2005)
- Live at the Other End (Explore Records, 2007)
- Jimmy Ponder: Sonny Lester Collection (LRC, 2007)
- "Somebody's Child" (High Note 2007)

### Como acompañante
Con Rusty Bryant
- Wild Fire (Prestige, 1971).

Con Donald Byrd
- Fancy Free, (Blue Note, 1970).

Con Andrew Hill
- Grass Roots (Blue Note, 1968 [2000]).

Con Willis Jackson
- In the Alley (Muse, 1976)

Con Jack McDuff
- The Fourth Dimension (Cadet, 1974).

Con John Patton
- That Certain Feeling (Blue Note, 1968).

Con Shirley Scott
- Superstition (Cadet, 1973).

Con Stanley Turrentine
- Common Touch (Blue Note, 1968) - con Shirley Scott.